# كفرومة
كفرومة قرية في منطقة معرة النعمان في محافظة إدلب في سورية. بلغ عدد سكانها 12,276 نسمة في عام 2004 حسب إحصاء المكتب المركزي للإحصاء.

## تاريخ
كفرومة قرية تشتهر في الزراعة زراعة الزيتون والتين والرمان والفستق الحلبي.
تحتوي كفررومة على آثار قديمة، ومن بينها 
قصر الملك هاشم الذي يقع في الخربة، وقصر ملك حناك. ويوجد في معظم أراضي القرية مدافن أثرية وكهوف تعود إلى العصور القديمة، وفيها جسر يتكون من ألواح مبنية على عشرة أعمدة بدلاً من النمط التقليدي لجسور العصر الروماني والبيزنطي في بلاد الشام وغيرها، والتي تدعمها الأقواس.
ذكر العالم الإسلامي في القرن الثالث عشر ياقوت الحموي عن كفرومة ما يلي: «هي قرية في معرة النعمان. كانت ذات يوم حصنًا مشهورًا، لكن دمرها لؤلؤ الكبير الذي فتح حلب عام 393 (1003م)» 

### الثورة السورية
في 13 نيسان (أبريل) سنة 2014، قضى 5 مدنيين، من بينهم طفلة، في قصف لقوات نظام بشار الأسد على البلدة.